# Wilte Everts
Wilte Harko Everts (Winsum, 22 februari 1954) is een Nederlandse ambtenaar, CDA-politicus en bestuurder. 

## Biografie

### Opleiding en loopbaan
In 1970 behaalde Everts de mulo met een aantekening middenstandsdiploma en in 1972 de havo aan het Augustinuscollege. In 1977 en 1982 behaalde hij de diploma's Gemeente-administratie I en Hoger Bestuurs Ambtenaar aan de Bestuursacademie. In 1987 en 1990 behaalde hij zijn doctoraal in Publiekrecht en Juridische Bestuurswetenschappen aan de Rijksuniversiteit Groningen.
Van 1972 tot 1977 was Everts gemeenteontvanger en financieel medewerker op de afdeling Financiën van de gemeente Groningen. Tussentijds deed hij van 1975 tot 1976 ook nog zijn militaire dienst in Ossendrecht, Deventer en Groningen. Van 1977 tot 1980 was hij beleidsmedewerker op de afdeling Algemene Zaken van de gemeente Loppersum.
Van 1980 tot 1986 was Everts beleidsmedewerker op de afdeling Sociaal-economische zaken van de provincie Groningen. In die hoedanigheid was hij onder andere secretaris van de Statencommissie Economische Zaken en Werkgelegenheid. Sinds 1 november 2009 is hij directeur/eigenaar van Everts Bestuur en Advies.

### Politieke loopbaan
Politiek actief werd Everts bij de oprichting van het CDJA in Winsum waarvan hij voorzitter werd. In 1986 was hij voor het CDA lijsttrekker in Winsum bij de gemeenteraadsverkiezingen en datzelfde jaar werd hij er op 15 april wethouder. Na de gemeentelijke herindeling op 1 januari 1990 van Winsum met Adorp, Baflo, en Ezinge werd hij opnieuw wethouder van Winsum.
Van 1 november 1991 tot 1 november 2009 was Everts burgemeester van Bedum. Van 28 maart 2019 tot 29 maart 2023 was hij lid van het lid van het algemeen bestuur van het waterschap Noorderzijlvest. Daarin was hij fractievoorzitter van de CDA-fractie.

### Persoonlijk
Everts is getrouwd met Marja Agaath Everts-Ellen, heeft drie zonen Evert, Klaas en Marko en is woonachtig in Winsum.  